# Exposición del Centenario de la Revolución Farroupilha
La Exposición del Centenario de la Revolución Farroupilha (también: Exposición Internacional Agrícola e Industrial de Conmemoración del Centenario de la Revolución Farroupilha), fue una Exposición Universal que tuvo lugar en 1935 en la ciudad de Porto Alegre, Brasil, del 20 de septiembre de 1935 al 15 de enero de 1936. La exposición se considera un hito para el estado de Río Grande del Sur celebrada para demostrar los avances tecnológicos que Brasil estaba experimentando así como para celebrar la historia del pueblo gaúcho.
Esta edición contó con cerca de un millón de visitantes, según estimaciones de los medios de comunicación de la época, lo que, comparado con el tamaño de los 300.000 habitantes de Porto Alegre en aquel momento, representó un gran éxito para la feria. La exposición contó con 17 pabellones internacionales y 7 pabellones nacionales (cada uno representando a un estado brasileño), con un total de 3.080 expositores. Asistieron al evento 3,080 expositores.

## Organización
El 11 de junio de 1934 se inauguró una comisión general integrada por José Antônio Flores da Cunha y Dário Brossard en representación de FARSUL (Federación de Agricultura de Río Grande del Sur), Alberto Bins como secretario y Mário de Oliveira como secretario general.

## Localización

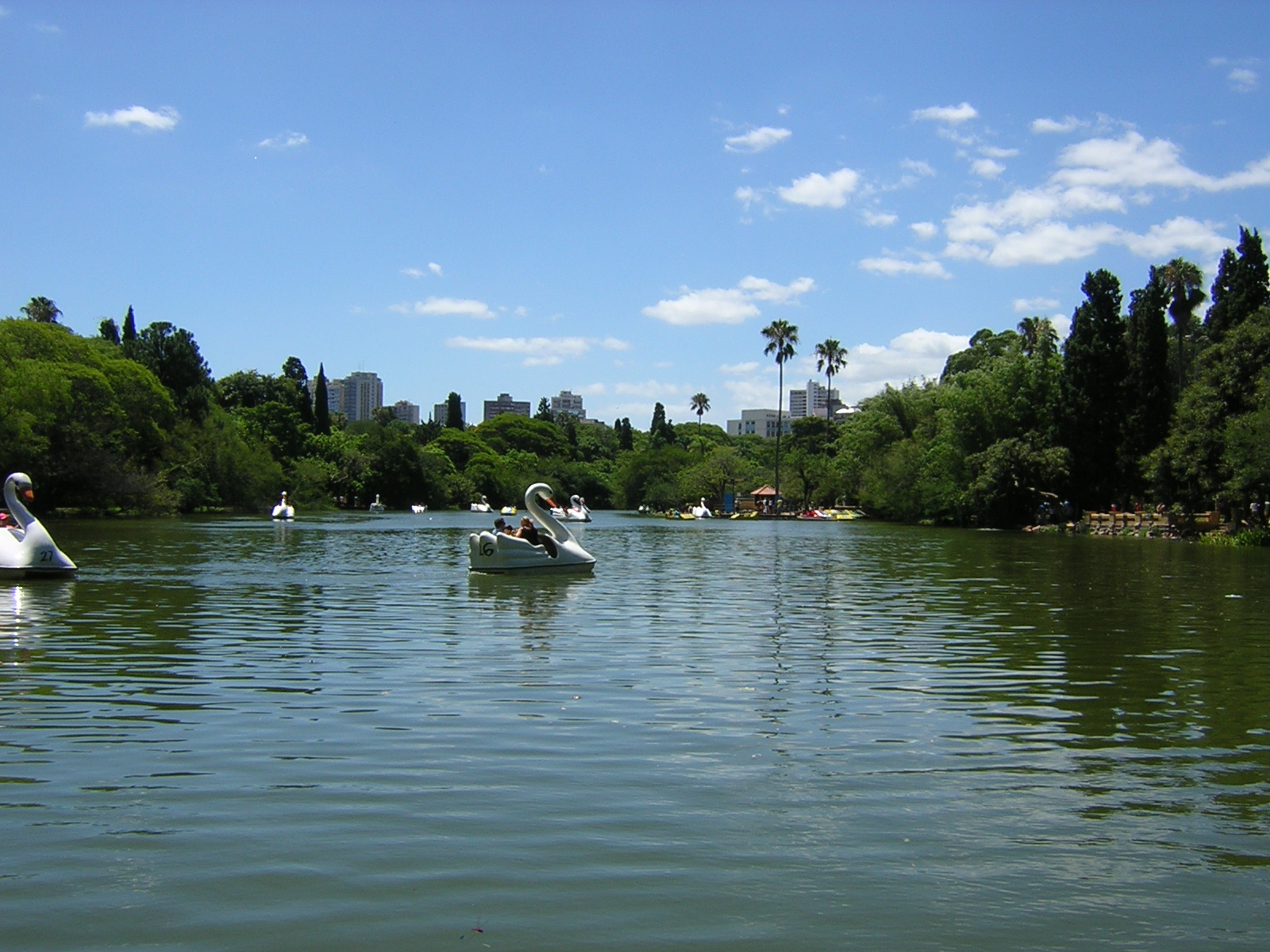
El Parque Farroupilha, donde se ubicaron las exposiciones

La construcción comenzó un año antes de la feria en el lugar entonces conocido como Parque da Redenção. El parque había sido modernizado recientemente, en 1927, cuando el entonces arquitecto de la Intendencia del Estado, João Moreira Maciel, elaboró un plan de embellecimiento de la capital de Río Grande del Sur.
Alfredo Agache fue el responsable de la elaboración y realización del proyecto, que se extendía por 250.000 metros cuadrados, el parque pasó a llamarse Parque Farroupilha poco después de la inauguración de la exposición.

## Pabellones

### Pabellones Nacionales
Algunos estados brasileños tuvieron sus propios pabellones: Pernambuco (diseñado por Luiz Nunes), São Paulo, Santa Catarina, Pará/Amazonas (compartidos), Minas Gerais y el Distrito Federal (Río de Janeiro).
Los edificios eran de madera y estuco y fueron desmantelados en 1939 quedando sólo el pabellón del estado de Pará, de mampostería, que fue destruido en un incendio en 1970. El estilo arquitectónico predominante era el art déco, el pabellón de Pará también incorporaba símbolos Marajoara.

### Pabellones internacionales
Los pabellones internacionales ocupaban 2.000 metros cuadrados y contaban con 177 expositores.

### Otros pabellones
Había algunos pabellones temáticos: agricultura, industria y ferrocarriles, así como edificios para el entretenimiento: un casino, un restaurante y una cafetería. El pabellón industrial de Río Grande del Sur ocupaba 14.000 metros cuadrados y contaba con 905 expositores.
También había un parque de atracciones con un lago ornamentado y muelles para pedales (que aún se utilizan y cuyo muelle funciona hoy como cafetería), una lotería, una pista de trineo y una montaña rusa.

## Legado
Se emitieron un total de 4 sellos postales coleccionables para conmemorar la exposición.